# Taboiaki Village
Taboiaki Village är en ort i Kiribati.   Den ligger i örådet Beru och ögruppen Gilbertöarna, i den sydöstra delen av landet, 500 km sydost om huvudstaden Tarawa. Antalet invånare är 349.
Terrängen runt Taboiaki Village är mycket platt.  Närmaste större samhälle är Tabiang Village, 10,1 km nordväst om Taboiaki Village. 